# Wiktor Blizniczenko
Wiktor Wałerijowycz Blizniczenko, ukr. Віктор Валерійович Блізніченко (ur. 29 września 2002 w Nowogrodzie Wołyńskim) – ukraiński piłkarz występujący na pozycji pomocnika w ukraińskim klubie Krywbas Krzywy Róg na wypożyczeniu z Dynama Kijów.

## Kariera klubowa
Wychowanek klubów FK Dnipro i Dynamo Kijów, barwy których bronił w juniorskich mistrzostwach Ukrainy (DJuFL). Karierę piłkarską rozpoczął 15 września 2018 roku w juniorskiej drużynie juniorskiej Dynama Kijów U-17. 15 lipca 2022 został wypożyczony do Inhulca Petrowe, w składzie którego 25 sierpnia 2022 zadebiutował w Premier-lidze w przegranym 1:2 meczu z FK Ołeksandrija. 24 lipca 2023 ponownie został wypożyczony, tym razem do Krywbasu Krzywy Róg.

## Kariera reprezentacyjna
Występował w juniorskich reprezentacjach Ukrainy do lat 17.

## Sukcesy

### Sukcesy klubowe
Dynamo Kijów U-19
- wicemistrz Ukrainy U-19: 2021/22